# Tate Britain

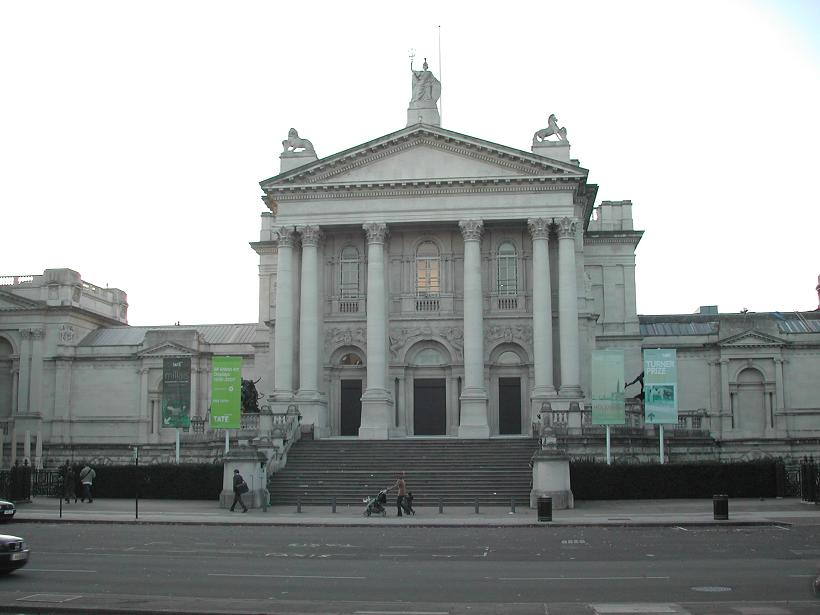
Tate Britain, tidigare känt som Tate Gallery.

Tate Britain är ett konstmuseum i London. Museet grundades 1889 genom en donation av Sir Henry Tate (1819–1899), och kunde slå upp sina dörrar för allmänheten 1897, då under namnet National Gallery of British Art, populärt kallat Tate Gallery.  År 2000 bytte museet namn till Tate Britain. 
Museet är känt för sin stora landskapsmålerisamling, bland annat av William Turner.
Tate Britain är ett av fyra i Tate-nätverket av konstmuseer i Storbritannien. De andra tre har tillkommit under modern tid: 
- Tate Modern, London (grundat 2000), inriktat på modern och samtida konst).
- Tate Liverpool, Liverpool (grundat 1988).
- Tate St Ives, St Ives, Cornwall (grundat 1993).

## Tatetriennalen
Sedan 2000 har Tate Britain anordnat den internationella konsttriennalen Tatetriennalen. 
2006 var tyskan Beatrix Ruf (född 1960) från Kunsthalle Zürich som kurator. Utställningen visade verk av 36 konstnärer inom film, fotografi, skulptur, installationskonst och performancekonst.
Utställningen 2009 hade fransmannen Nicolas Bourriaud (född 1965) som kurator.
År 2012 hölls ingen triennal med hänvisning till att museilokalerna vid Millbank renoverades. Arrangerandet av en triennal 2015 är ovisst.[uppföljning saknas]

### Källnoter
1. ↑  hämtat från: italienskspråkiga Wikipedia.[källa från Wikidata]
2. ↑  Art's most popular : Exhibition and museum visitor figures 2021, The Art Newspaper, mars 2022, läs online.[källa från Wikidata]
3. ↑  New Director of Tate Britain appointed (på engelska), Tate, 29 juli 2015, läs online.[källa från Wikidata]
4. ↑  Tate 2012 Triennal bites the dust i The Art Newspaper 17 december 2011 Arkiverad 16 oktober 2014 hämtat från the Wayback Machine.